# Anton Hohenzollernský
Anton Hohenzollernský (celým jménem: Anton Egon Karl Friedrich von Hohenzollern; 7. října 1841, Sigmaringen – 5. srpna 1866, Dvůr Králové nad Labem) byl německý princ z rodu Hohenzollern.

## Život
Narodil se 7. října 1841 v Sigmaringenu jako syn knížete Karla Antonína Hohenzollernského a kněžny Josefíny Bádenské. Jeho bratr Karel se později stal rumunským králem a sestra Stefanie portugalskou královnou. Kandidatura jeho bratra Leopolda na španělský trůn byla důvodem prusko-francouzské války.
Roku 1859 vstoupil do pruské armády, kde sloužila jako poručík à la suite v 1. gardovém pěším pluku.
Bojoval během prusko-rakouské války. Zúčastnil se bitev u Staudenzu, Burkersdorfu a Queenhofu. Během bitvy u Hradce Králové byl v Rozběřicích těžce těžce zraněn čtyřmi kulkami do stehna. Z bojiště ho zachránil budoucí polní maršál Remus von Woyrsch. Když se pokusil obvázat princovo zraněné stehno, byli zajati Rakušany, ale následně osvobozeni svou armádou.

Anton pobýval 33 dní v nemocnici ve Dvoře Králové nad Labem. Zemřel 5. srpna 1866. Během pobytu v nemocnici mu byl udělen řád Pour le Mérite. Před svou smrtí řekl: 
| „ | Dává mi to velký klid, být tím jedním z Hohenzollernů, který svou smrtí vydává nové svědectví o statečnosti naší statečné armády | “ |

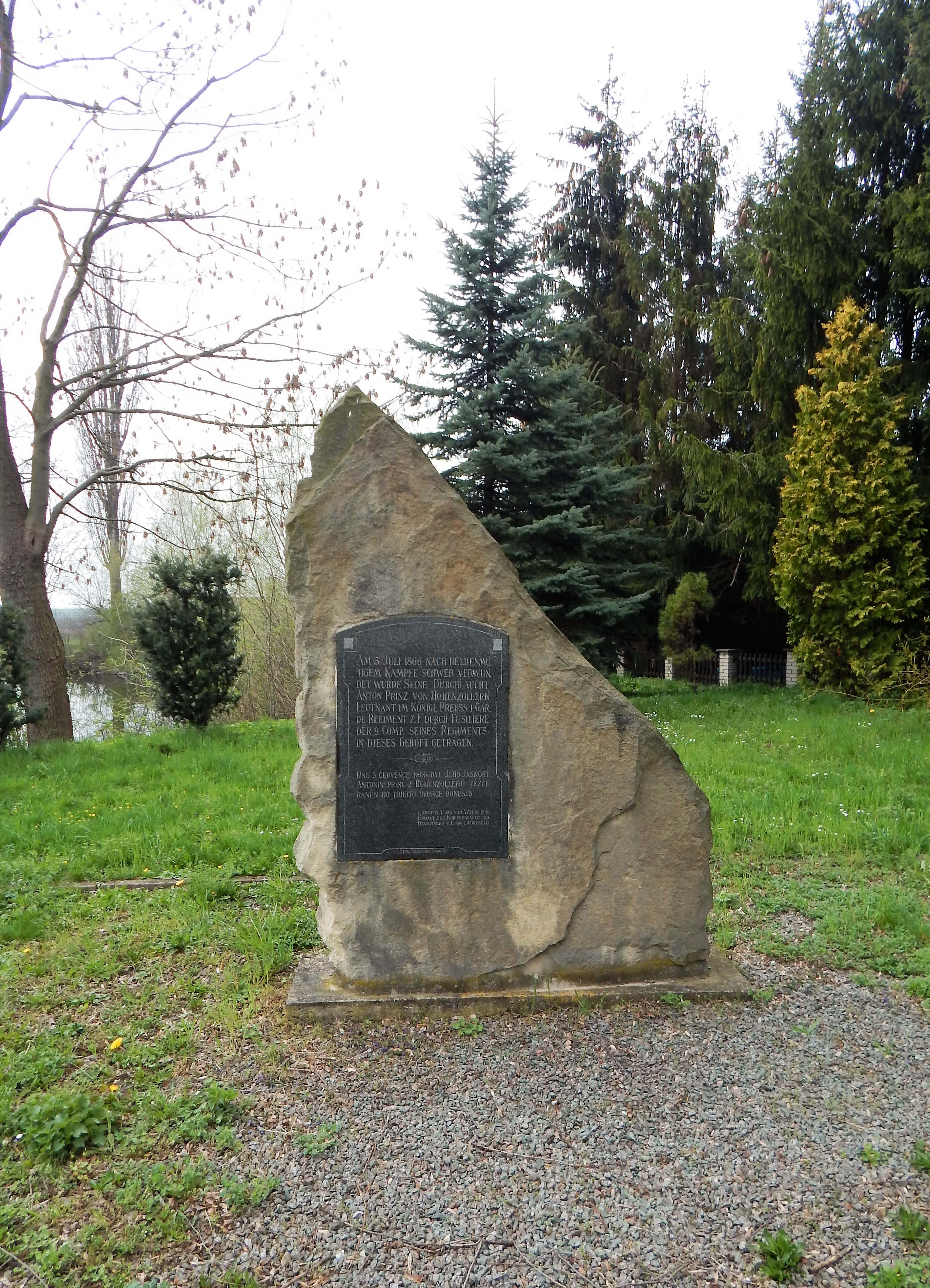
Pomník v Rozběřicích na místě, kde byl zraněn princ Anton Hohenzollernský